# Update (Datenbank)
Ein Update (deutsch: Aktualisierung) ist bei einem Datenbanksystem ein schreibender, Daten verändernder Zugriff auf die Datenbank. Das Update ist damit Teil der Data Manipulation Language. 
Dazu muss von einem Datenbankmanagementsystem der physikalische Speicher, auf dem die Datenbank liegt, geändert werden. Da die meisten Datenbanken auf Festplatten liegen, löst ein Update gewöhnlich einen Schreibzugriff auf einem Massenspeicher aus. 
Da mehrere Schreib- und Lesezugriffe auf die Datenbank stets gleichzeitig auftreten können und andererseits sich die Datenbank stets in einem eindeutigen, konsistenten Zustand befinden soll (siehe auch ACID), müssen diese Zugriffe synchronisiert werden. Dieses Problem ist ein Spezialfall des Readers-and-Writers-Problem.
Updates können weiterhin Teil einer Transaktion sein.
In SQL sind für Änderungen und Aktualisierungen die Operationen: INSERT, UPDATE und DELETE vorgesehen.